# Hamingja
Hamingja – jest drugim pełnym albumem muzycznym paganmetalowej grupy Riger wydanym w 1999 roku. Album nagrano w CCP-Studio znajdującym się w Linzu w Austrii. Na tym albumie po raz ostatni używano keyboardu, na następnych albumach grupy brak gry na tym instrumencie.

## Lista utworów
1. „Prolog” – 2:29
2. „Krieg” – 4:31
3. „Mit Göttlicher Hand” – 6:12
4. „Hamingja” – 4:16
5. „Welk” – 4:50
6. „(tytuł zapisany runami)” – 5:05
7. „Hexenhammer” – 5:36
8. „Othala” – 4:22
9. „Totensonett” – 5:36
10. „Grendel” – 5:00

## Twórcy
- Ingo Tauer – śpiew
- Nicola Jahn – gitara rytmiczna
- Peter Patzelt – gitara prowadząca
- Janko Jentsch – gitara basowa
- Roberto Liebig – instrumenty klawiszowe
- Stefan Schieck – perkusja